# Гірська (Габрово)
Гірська або Гірня (болг. Гърня) — село (поселення) в Габровській області Болгарії, підпорядковане общині Дряново. В селі налічується 3 мешканця.